# Gonzo (dziennikarstwo)

Symbol gonzo

Gonzo – subiektywny styl reportażu lub filmu dokumentalnego, w którym dziennikarz, reporter lub twórca, zamiast pozostawać biernym obserwatorem, angażuje się osobiście w swój materiał. Występują liczne dygresje, często niezwiązane bezpośrednio z głównym wątkiem, jednak stawiające temat w szerszej perspektywie interpretacyjnej. Subiektywne opinie są tu traktowane jako środek artystycznego wyrazu, co sprawia, że styl ten jest tak samo bliski dziennikarstwu, jak i beletrystyce.
Szczyt popularności stylu przypada na lata 60. i 70. XX w. Filarem gonzo jest przeświadczenie, że dziennikarstwo może być bardziej prawdziwe i dosłowne bez przestrzegania tradycyjnych zasad reportażu, czy podstawowych prawideł sztuki dziennikarskiej, w tym zasad etycznych. Sam styl wywodzi się bezpośrednio z XX-wiecznego literackiego prądu intelektualnego zwanego Nowym Dziennikarstwem.
Podanie dokładnej daty narodzin stylu nie jest możliwe, gdyż nawet w bardzo wczesnych dziełach czołowych autorów można odnaleźć pewne, choć jeszcze nie rozwinięte, elementy charakterystyczne, które dopiero w późniejszym okresie ich twórczości stały się rozpoznawalne i z nimi kojarzone.
Po raz pierwszy terminu gonzo użył Bill Cardoso wydawca gazety Boston Globe po przeczytaniu artykułu Thompsona pt. Gonitwa Kentucky jest dekadencka i zdegenerowana, miał wówczas krzyknąć This is pure gonzo!. Symbolem gonzo stał się plakat autorstwa malarza Toma Bentona, prywatnie przyjaciela Thompsona, na którym widnieje dłoń o dwu kciukach, dzierżąca mescal button, czyli szczyt sukulenta Lophophora williamsi, zawierającego meskalinę.
Ojcem gonzo był Hunter S. Thompson (1937–2005), amerykański pisarz reporter, publikujący m.in. dla The New York Timesa, Rolling Stone, Playboya. Innymi postaciami związanymi z nurtem byli latynoamerykański prawnik Oscar Zeta Acosta, dziennikarz Bill Cardoso, rysownik Ralph Steadman oraz pisarz Tom Wolfe.